# Юстус фон Лібіх
Ю́стус фон Лі́біх (нім. Justus von Liebig; 12 травня 1803 — 18 квітня 1873) — німецький хімік, президент Баварської академії наук (з 1860), один із засновників агрохімії.
Розробив теорію мінерального живлення рослин, що сприяло розвитку виробництва мінеральних добрив і впровадження їх у землеробство. Вважав принципово можливим синтез будь-яких агрохімічних сполук. Поряд з цим припускав існування «життєвої сили». Сформулював закон мінімуму, названий його іменем.
Відкрив явище ізомерії (1823). Лібіх був автором хімічної теорії бродіння і гниття, один із творців теорії радикалів. Добув багато органічних речовин.
12 травня 1903 року, у день сторіччя від дня його народження, Німецьке хімічне товариство започаткувало нагородження провідних науковців, які зробили вагомий внесок у розвиток хімії, медаллю Юстуса Лібіха.

## Біографія
Народився в Дармштадті 12 травня 1803 року. Навчався в Боннському (1820), потім у Ерлангенському (1821) університетах, в 1822–1824 роках працював у Ж. Гей-Люссака в Парижі. Повернувшись в Ерланген, захистив докторську дисертацію. У 1824 році за рекомендацією А. Гумбольдта отримав місце професора хімії Гіссенского університету. З 1852 року до кінця життя був професором Мюнхенського університету. В 1860 році став президентом Баварської академії наук. Був членом Геттінгенської академії наук.
Помер Лібіх у Мюнхені 18 квітня 1873 року.

## Наукові досягнення
Наукові досягнення Лібіха значні і різноманітні. Як один із засновників сучасної органічної хімії, він підніс її від гіпотетичних уявлень до справжньої науки. Йому належить заслуга відкриття важливих органічних сполук, розробка нових методів аналізу органічних речовин і синтезу нових груп сполук, створення теоретичних основ органічної хімії. У 1832 році він разом з Ф. Велером розробив теорію радикалів. У своїй статті про олію гіркого мигдалю (бензальдегід) вони на прикладі бензольного радикала показали, що радикали залишаються незмінними в ході послідовних реакцій. Ця стаття відкрила нову еру в органічній хімії — еру органічних радикалів.
Разом з Ж. Дюма Лібіх досліджував багатоосновні органічні кислоти. Вивчаючи природу, структуру і хімічні перетворення спирту і ефіру, він відкрив нові речовини: альдегід, ацеталь, хлороформ, хлораль, які набули прикладного значення.
Лібіх багато зробив і в неорганічній хімії. Він вивчав галогени, фактично вперше отримав бром (але визнав його хлористим йодом). Досліджував активуючі властивості платини, срібла, свинцю, марганцю, тобто створив передумови для зародження області, яку нині називають неорганічним каталізом. Розробив ряд методів аналітичної хімії: метод відділення кобальту від нікелю, визначення синильної кислоти в лікарських речовинах, визначення кисню і т. д.

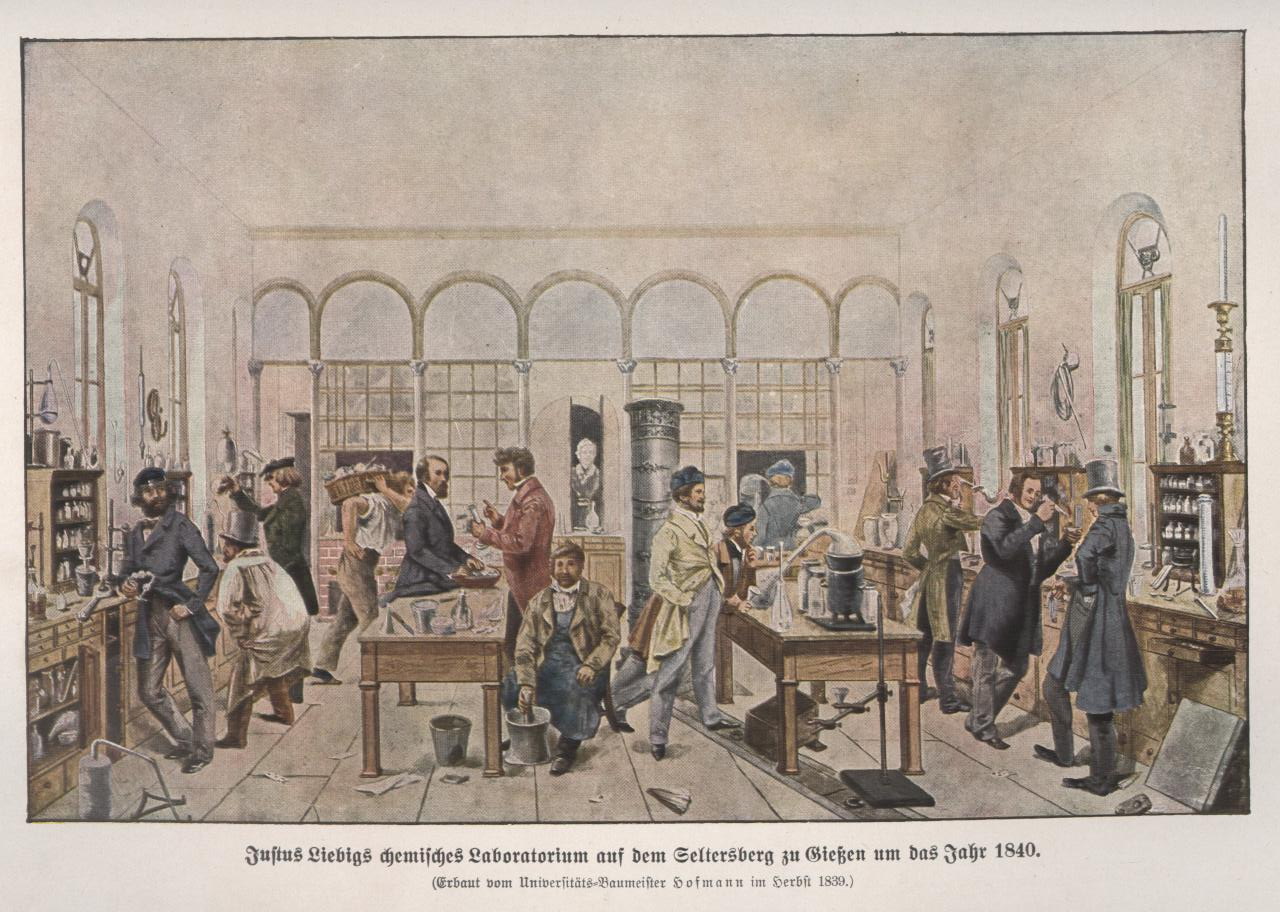
Лібіх у власній лабораторії

Лібіх також вважається одним з основоположників агрохімії та біохімії. Він обґрунтував теорію мінерального живлення рослин і створив наукові основи підвищення родючості ґрунту. Досліджував роль вуглекислого газу і зв'язаного азоту в фізіології рослин.
Широко відома роль Лібіха як організатора науки. У 1824 році він створив у Гіссені першу в Німеччині навчальну лабораторію з хімії, де працювали вчені з різних країн. З наукової школи Лібіха вийшли А. Кекуле, А. Вюрц, А. Гофман, М. М. Зінін, О. А. Воскресенський та ін. Він заснував «Annalen der Pharmacie» (1832), найстаріший хімічний журнал, який в рік смерті вченого був перейменований в «Liebigs Annalen der Chemie und Pharmacie», разом з Ф. Велером та Й. Поггендорфом видавав Словник-довідник чистої та прикладної хімії (Handwrterbuch der reinen und angewandten Chemie, 1837—1856).
Серед широких мас ім'я Лібіха набуло популярності завдяки дослідженням проблеми харчування, розробці деяких видів дитячого харчування, а найбільше — завдяки винаходу м'ясних екстрактів, розчинного бульйону та пасти. Перша фабрика з їхнього виробництва розпочала роботу в 1862 році в південноамериканському Фрай-Бентосі. В компанії-виробнику Лібіх отримав посаду директора з контролю за якістю — з зарплатою більшу за доходи, які він як професор отримав за всі роки наукової праці.
Після того, як «концентрат Лібіха» у Південній Америці почали виробляти й інші підприємці, винахідник звернувся до суду. Але судді вирішили, що прізвище славетного хіміка «вже належить всьому людству». Лібіх змушений був зареєструвати торгову марку «справжній екстракт Лібіха» і друкувати рецепти страв саме з нього.

## Праці
Головні праці: Органічна хімія в її додатках до фізіології та патології (Die organische Chemie in ihrer Anwendung auf Physiologie und Pathologie, 1842), Посібник з органічного аналізу (Anleitung zur Analyse organischer Körper, 1837) і Природні закони землеробства (The natural laws of husbandry, 1863).